# Hlybokaje
Hlybokaje (belarussisch Глыбокае Hłybokaje; russisch Глубокое Glubokoje; polnisch Głębokie; jiddisch גלובאָק Glubok) ist eine Stadt in der belarussischen Wizebskaja Woblasz und das administrative Zentrum des Rajon Hlybokaje mit etwa 19.000 Einwohnern.

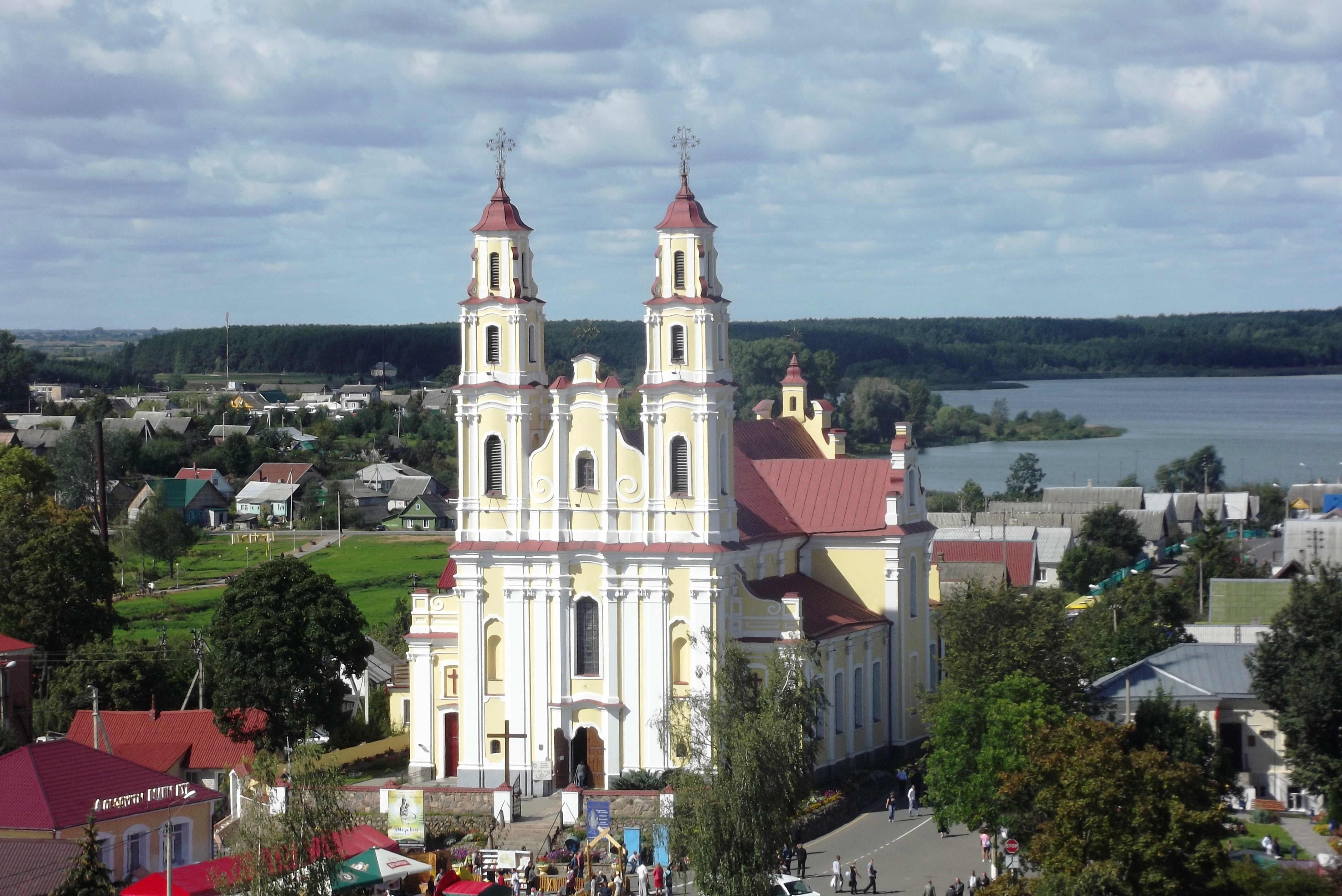
Kirche der Heiligen Dreieinigkeit von 1782

Hlybokaje ist ein Verkehrsknoten, an dem sich mehrere Fernstraßen kreuzen. Die Stadt liegt 187 km westlich der Woblasz-Hauptstadt Wizebsk und 163 km nördlich der Landeshauptstadt Minsk.

## Geschichte
Die 1414 erstmals schriftlich erwähnte Ortschaft erhielt 1940 den Status einer Stadt.

## Deutsche Besetzung
Während der deutschen Besetzung im Zweiten Weltkrieg wurde recht bald nach der Besetzung der Stadt die aus der Mitte des 18. Jahrhunderts stammende Synagoge niedergebrannt. In dem von August 1941 bis Mai 1942 bestehenden jüdischen Ghetto der Stadt wurden etwa 6000 Menschen ermordet. Im Dezember 1941 begann die systematische Ermordung der Juden in dem Ghetto, „Aktion“ genannt: Die Deutschen suchten einige hundert Bewohner aus und brachten sie an den nahe gelegenen Ort Borki. Die jüdischen Brüder Rajak schrieben später dazu, die Deutschen hätten die Jungen gezwungen, „an der offenen Grube zu tanzen, und die Alten, jüdische Lieder zu singen“, danach „zwangen sie die Jungen und Gesunden, die kraftlosen Alten und Invaliden in die Grube zu tragen und dort niederzulegen. Erst dann mussten sie sich selbst hinlegen. Danach begannen die Deutschen, methodisch und seelenruhig, alle zu erschießen.“
Vom 18. November 1942 bis 27. November 1942 fand im Wald- und Sumpfgebiet um die Stadt unter Führung der Kampfgruppe von Gottberg das Unternehmen Nürnberg, eine vom Reichsführer SS Heinrich Himmler angewiesene militärische Aktion zur „Partisanenbekämpfung“ statt, bei der mehrere Ortschaften niedergebrannt sowie 789 „Partisanen“, 353 „Verdächtige“, 1826 Juden und 7 „Zigeuner“ getötet wurden.

## Persönlichkeiten
- Samuel Mohilever (1824–1898), polnischer Rabbiner und der eigentliche Begründer des religiösen Zionismus
- Nikolai Maximowitsch Minski (1855–1937), mystischer Schriftsteller und Dichter des Silbernen Zeitalters der Russischen Literatur jüdischer Herkunft
- Boris Michailowitsch Wolin (1886–1957), sowjetischer Journalist und Politiker
- Klaudsij Szjapanawitsch Dusch-Duscheuski (1891–1959), belarussischer Architekt, Journalist und Politiker. Designer der weiß-rot-weißen Flagge
- Pawel Ossipowitsch Suchoi (1895–1975), belarussisch-sowjetischer Flugzeugkonstrukteur